# Нгалоп
Нгалоп, или бутанские бхотия (дзонг-кэ སྔ་ལོང་, вайли snga-long, лат. Ngalop) — этническая группа Бутана тибетского происхождения. Мигрировали в Бутан из Тибета в начале IX века.

## Население
Нгалоп сосредоточены в западных и центральных районах Бутана, где общая численность населения в 2010 году составила около 708 500 человек. В конце 1980-х годов, согласно официальной статистике, нгалоп, шарчоб и племенные группы составляли до 72 % населения. Согласно переписи 1981 года, численность шарчоб составляло 30 % населения, а нгалоп — около 17 %. Справочник ЦРУ по странам мира оценивал общую численность нгалоп и шарчоп около 50 % от общего количества населения, или 354 200 человек. Если предположить, что численность шарчоб больше численности нгалоп в соотношении 3:2, то общая численность нгалоп составляет 141 700 человек.

## Язык
Нгалоп говорят на дзонг-кэ. Так как нгалоп политически и культурно доминируют в Бутане, то дзонг-кэ является официальным языком. Другие группы, которые себя культурно идентифицируют с нгалоп, говорят на языках кхенг и бумтанг. В значительной степени даже шарчоб восточного Бутана, которые говорят на цангла, приняли культуру нгалоп и их можно причислить к этой этнической группе.

## Религия
Нгалоп в значительной степени являются последователями тибетского буддизма, в частности, школы Друкпа Кагью, которая является государственной религией Бутана. Значительное число также принадлежат школе Ньингма.

## Образ жизни
Нгалоп в основном занимаются сельским хозяйством, выращивают рис, картофель, ячмень и другие культуры умеренного климата. Основной пищей являются цампа (блюдо из ячменной муки с добавлением масла яка и тибетского чая), молочные продукты и мясо. Нгалоп строят дома из дерева, камня, глины и кирпича. Они также известны строительством крупных крепостей-монастырей дзонгов, в которых теперь располагаются правительственные учреждения. Король Бутана и большинство членов правительства принадлежат к нгалоп, и все граждане страны должны соблюдать правила поведения и дресс-код Дриглам Намжа, который присущ нгалоп.